# Вежка гвинтова
Вежка гвинтова (Turritella terebra) — вид морських равликів, морських черевоногих молюсків родини Turritellidae.

## Опис
Черепашка Turritella terebra має довгу баштоподібну форму. Черепашка вузька і висока, має аж 30 завитків. Раковина має довжину ≈ 14 сантиметрів. ЇЇ колір від світлого до темно-коричневого. Отвір круглий.

## Розповсюдження
Батьківщиною виду є індо-західно-тихоокеанський регіон.